# 류블랴나 동물원
류블랴나 동물원(슬로베니아어: Živalski vrt Ljubljana)은 슬로베니아 류블랴나에 있는 동물원이다. 슬로베니아의 국립 동물원으로, 연중무휴 운영된다. 동물원에는 119종의 동물(곤충 제외)과 총 500마리의 동물이 있다.